# Ethiopian Women's Patriotic Union
Ethiopian Women's Patriotic Union (EWPU), var en kvinnoorganisation i Etiopien, grundad 1935. Föreningen är känd för att ha mobiliserat kvinnor i motståndsrörelsen mot den italienska ockupationen (1935-1941). 
EWPU grundades efter att landet ockuperats av Italien. Under den italienska ockupationen hjälpte EWPU kvinnor att assistera gerillan i motståndsrörelsen mot italienarna. Som medlemmar i Central Committee of Wust Arbegnoch (Inner Patriots) försåg gruppens medlemmar gerillan med information, vapen, ammunition, livsmedel, kläder och medicin. 
En av dess medlemmar, Shewareged Gedle greps och utsattes för tortyr men vägrade avslöja gruppens övriga medlemmar. 
EWPU värvade kvinnor som stridande soldater och beväpnade kvinnor för att strida sida vid sida med män. Andra rengjorde och förberedde vapen för krigarna. Vissa bildade kvinnor, som Sindu Gebru och Tsgie Mengesha, bildade sjukvårdscenter för gerillan, och kvinnor ur överklassen, som prinsessan Tsehay Haile Selassie, startade hemliga insamlingar av kläder, bandage och gasmasker för EWPU. 